# الیستر (ویرجینیای غربی)
الیستر، غرب ویرجینیا (به انگلیسی: Allister, West Virginia) یک منطقهٔ مسکونی در ایالات متحده آمریکا است که در ویرجینیای غربی واقع شده‌است.

## خصوصیات
الیستر ۴۰۶٫۹۱ متر بالاتر از سطح دریا واقع شده‌است.